# もうひとりのドクター
「もうひとりのドクター」（原題: "The Next Doctor"）は、イギリスのSFドラマ『ドクター・フー』の第4シリーズと第5シリーズの間に位置するスペシャルシリーズの第1話。2008年12月25日 に2008年クリスマススペシャルとして放送された。本放送で本作は1310万人の視聴者数を記録し、2008年のクリスマスの番組では2番目に多く視聴された。

## 概要
10代目ドクター役のデイヴィッド・テナントは本作でジャクソン・レイク役のデビッド・モリシーやロジータ・ファリシ役のヴェリレ・チャバララと共演した。
本作は1851年のクリスマスのロンドンを舞台とする。本作では自身をドクターであると信じる記憶喪失の人間ジャクソン・レイクとドクターが出会う。2人は、救貧院の寮母ハーティガン嬢（演:ダーヴラ・カーワン）が操縦する巨大なサイバーマンのサイバーキングがサイバーマンにより製造されようとしていることを暴く。
また、「もう1人のドクター」は標準画質映像カメラで撮影された最後のドクター・フーのエピソードである。

## あらすじ
1851年のクリスマス・イブのロンドンへやってきたドクターはそこで、サイバーマンと戦うもうひとりのドクターと出会う。しかし、もうひとりのドクターには記憶がなく、彼が持つソニック・ドライバーもどこにでも手に入る普通のものだった。同じ頃、ロンドンでは殺人事件と子供の失踪が相次いでいた。その陰には、サイバーマンに協力するミス・ハーティガンがサイバーキングの復活を目指して活動していたのだった。もうひとりのドクターとは何者なのか？そしてドクターはサイバーキングの野望を阻止することができるのか？

## キャスト
主人公のドクター及びコンパニオンは太文字で表示
- 10代目ドクター - デヴィッド・テナント
- もう1人のドクター/ジャクソン・レイク - デヴィッド・モリシー
- ロジータ - ヴェリレ・チャバララ
- ハーティガン嬢 - ターヴラ・カーワン

## 連続性
本作では第2シリーズ「サイバーマン襲来」「鋼鉄の時代」でサイバス工業で製造され、「永遠の別れ」でボイド空間に封じ込められたサイバーマンが再登場を果たした。本作に先駆けて放送された第4シリーズ「盗まれた地球」「旅の終わり」で登場したダーレク艦隊がリアリティ・ボムでボイド空間を消滅させたため、共にボイド空間に飲み込まれていたダーレクの技術を一部吸収した状態で解放された。
スティーヴン・モファットが執筆した第5シリーズ「肉体と石」では11代目ドクターがサイバーキングを思い出し、サイバーキングが歴史に残っていないことの原因が時空の崩壊により生じた裂け目であることが明かされた。
ニール・ゲイマンによると、本作の最後でドクターにより一瞬で別の時空間に送られたサイバス工業のサイバーマンは、最終的に惑星モンダスのサイバーマンと遭遇し、技術が交雑・交換され、「銀色の悪夢」で様々なサイバーマンが見られたことに繋がった。

## 製作

### 脚本
放送前の宣伝では、デイヴィスの著書 Doctor Who: The Writer's Tale からの抜粋をもとにして、ドクターが自己をドクターだと主張するデビッド・モリッシー演じる男性と出会うことが明らかになった。さらに、デイヴィスは「このエピソードの最高のタイトルは The Two Doctors…だがそうじゃないかもしれない。The New Doctor かも？あるいは The Next Doctor？私は The Next Doctor が凄く好きだ」と述べた。
カイリー・ミノーグが1回限りのコンパニオンのアストリッド・ペス役で出演した前年のクリスマススペシャル「呪われた旅路」の成功に続き、ラッセル・T・デイヴィスは当初注目を浴びるゲストを出演させてこのフォーマットを模倣したいと感じたが、「ヒンデンブルク号に乗ったシェリル・コール」を冗談で例に挙げてこれを却下した。
「なぜ1851年のロンドンの巨大なロボットが歴史の教科書に載っていないのか」という子どもからの質問に、デイヴィスとガードナーは2006年に宇宙船がビッグ・ベンに突っ込んでいない（第1シリーズ「UFO ロンドンに墜落」）ことを指摘して、現実世界の歴史が『ドクター・フー』のイングランドの代替歴史とは違う可能性があると述べた。また、もうすぐ出来るトーチウッドか何かの記憶処理剤レコンを飲まされたかもしれないと冗談も口にした。
デイヴィスは脚本家の立場から、ドクターが便利なダーレクの次元ボールトでサイバーキングを退治する本作の最終シーンに不満を持っていたが、ロンドンをサイバーキングによる破壊から守る方法を脚本執筆時には彼はそれ以外に考えられなかった。後に、本作が製作された後、彼は違うアイディアを思いついた。デイヴィスの思い描く別の結末では、ハーティガン嬢は悲鳴を上げてサイバーキングを破壊しても椅子に座ったままであり、サイバーキングは地上に崩れ、ドクターが彼女に "Save them." と宣言するというものであった。このバージョンではハーティガンがサイバーキングを作り出した一端として弁済して姿を消し、デイヴィスが「愚かなダーレクの連続体次元ボールト」と呼ぶ物は不必要となる。ジュリー・ガードナーはこの方が優れた素晴らしい結末であると感じ、デイヴィスは「実際に放送されたよりも良い結末があり得ることに耐えられない」と述べた。
またデイヴィスは、ジャクソン・レイクがドクターのターディスにいる僅かなシーンの真っ只中を舞台とした BBC Books の小説を書きたいと感じた。ドクターはジャクソンを別の惑星に連れて行き、最終的にジャクソンが一旦は拒否したドクターをクリスマスの夕食に誘った。
デイヴィスはジャクソン・レイクのコンパニオンであるロジータをローズとマーサを組み合わせた人物にして、最初に彼女がコンパニオンのごとく感じられるようにしたと述べた。

### ロケ
本作の撮影は2008年4月にニューポートのグロスター大聖堂、St Woolos Cemetery、グロスタシャーの道で撮影された。グロスタシャーの道では1000人に上る見物人が居たことで撮影が滞った。『秘密情報部トーチウッド』のメインの舞台であるトーチウッド・ハブもまた、再デザインされて子供向けのワークショップに使用された。

### キャスティング
デビッド・モリシーがメインのゲスト出演者である。彼は自分をタイムロードだと信じる、ドクター呼ばれる男の役を演じた。彼は以前のドクター役俳優ウィリアム・ハートネル、パトリック・トラウトン、トム・ベイカーが『ドクター・フー』を型通りの番組あるいは子供の番組としては決して見せなかったため、彼らの演技に真実があると信じ、彼らの演技に影響を受けた。彼にはモリシーのドクターのコンパニオンであるロジータ役のヴェリレ・チャバララが加わった。ラッセル・T・デイヴィスはロジータについてドクター2人よりも賢いと述べた。ロジータの元気なロンドンっ娘な性格がチャバララの身に非常に強く沁みるものであったため、彼女にとってロジータは自然に受け入れられる役であった。
ダーヴラ・カーワンはマーシー・ハーティガンを演じ、ラッセル・T・デイヴィスは本作のポッドキャストコメンタリーで彼女について「これまでにないほどダークな悪役」と表現した。彼女の性格の多くは語られなかったが、ラッセルはダーヴラ・カーワンや同僚のエグゼクティブ・プロデューサーであるジュリー・ガードナーとハーティガンの性格について長く話しをした。デイヴィスはハーティガン嬢を虐待の被害者とし、彼女がヴィクトリア朝時代の一部であることを示す怖ろしいバックストーリーを暗示した。デイヴィスは「隷属かそれ以上に悪い人生を送ってきた無力な女性」と表現したが、彼女の具体的な職業については口にせず、子どもが見聞きしているゆえ慎重性が求められることと、脚本でできる範囲が限られていることを述べた。しかし、彼は「彼女は酷いことをされてきた」と説明し、それが彼女の性格がひねくれていて何でも性的な話題に持っていくことの原因になっていると説明した。また、彼女は全てに対し激昂するため、赤い色の服を纏っている。さらにデイヴィスは、彼女が男性に由来するダメージを酷く負っていたため、サイバーキングになるという異常な手段に出ざるを得なかった、と説明した。

### デザイン
Millennium FX のニール・ゴートンによるサイバーシェードのオリジナルデザインは、リベットと銅の上塗りを加えることで既存のサイバーマンのデザインを改修して使用した。そのデザインは費用こそ効率的であったが、ラッセル・T・デイヴィスはそれが正しいアプローチでないと考えた。彼がスケッチした新しいサイバーシェードのデザインはサイバーマンの未加工版で、角ばってずんぐりしていて、トレードマークのハンドルバーが "粋な" 角度で備わり、ゆったりとした黒色のローブを纏っていた。ゴートンはデイヴィスのスケッチを使ってサイバーシェード役の俳優が頭にかぶるマスクを繊維ガラスで作り上げた。衣装デザイナーのルイス・ペイジが動きを制限しないほど軽いローブを製作し、サイバーシェードの衣装が完成した。
元々、ガードナーはハーティガンのサイバーキングの王冠に大きな不満があると述べていた。オリジナルのヘルメットは彼曰く『秘密情報部トーチウッド』第1シリーズ「戦いの傷跡」のサイバーウーマンの頭のようであり、文字通りダーヴラ・カーワンの上にサイバーマンが乗っているか、あるいは彼女がサイバーマンとしてパーティに行くことを決めたかのようであったという。なおデイヴィスはそれに反論していた。製作チームは2日後にエピソードで見られた最終的なヘッドピースを完成させ、デイヴィスはこれをヴィクトリア風でデザインに合っていて美しいと評価した。彼女がヘッドピースを装着して以降のシーンでは、ダーヴラは黒いコンタクトレンズを装着し、SFX会社の The Mill がポストプロダクションで白目の痕跡を除去した。

## 放送と反応
本放送時の視聴者数は1171万人、ピーク時に1258万人を記録し、午後6時台の時間枠で50.5％のシェアに達した。これはクレイアニメ『ウォレスとグルミット』の「ウォレスとグルミット ベーカリー街の悪夢」に次いで2008年のクリスマスの番組では2番目に多く視聴された。最終的な視聴者数は1310万人に上った。Appreciation Index の数値は86(Excellent)を記録し、クリスマスの日の番組では前述の「ウォレスとグルミット ベーカリー街の悪夢」の88に次いで2番目に高い評価であった。
オーストラリアではオーストラリア放送協会が2009年1月25日の午後7時30分から放送した。カナダではカナダ放送協会ではなくスペースが2009年3月14日に放送した。BBCアメリカは米国で2009年6月27日に放送した。日本では放送されていないが、他の2008年から2010年のスペシャルと共に2014年8月4日からHuluで配信が開始された。
「もうひとりのドクター」は高精細度ビデオ(HD)で撮影されてはいないが、BBCは2010年12月30日に本作を BBC One HD でドルビーサラウンドの音声と共に放送した。これにより、本作はイギリス国内で映像方式がアップグレードされた『ドクター・フー』のエピソードでは3作目となった。

## ホームメディア

### DVD
イギリスではDVDが2009年1月19日に発売された。DVDには新たに製作されて放送版と差し替えられた映画フォーマットのエンドクレジットのフルバセットが収録された。ディスクには1時間の特典映像もあり、本作に対応する『Doctor Who Confidential』や、フリーマ・アジェマンが司会を務めた『ドクター・フー』プロムのカットダウン版、7分のミニエピソード "Music of the Spheres" が収録されている。DVDは2008年から2010年スペシャルシリーズの他のエピソードと共に2010年1月11日にボックスセット 'The Complete Specials' で再発売もされた。
「クリスマスの侵略者」から「最後のクリスマス」までのクリスマススペシャル10本がボックス Doctor Who – The 10 Christmas Specials で2015年10月19日に発売された。

### ブルーレイ
「もうひとりのドクター」は高精細度ビデオで撮影されてはいないが、DTS HD 5.1 Audio でブルーレイ化され、"Doctor Who: The Complete Specials" というタイトルで2008年-2010年スペシャルシリーズの完全版ボックスセットでリリースされた。